# FA Charity Shield 1928
Lo FA Charity Shield 1928, noto in italiano anche come Supercoppa d'Inghilterra 1928, è stata la 15ª edizione della Supercoppa d'Inghilterra.
Si è svolto il 24 ottobre 1928 all'Old Trafford di Manchester tra l'Everton, vincitore della First Division 1927-1928, e il Blackburn, vincitore della FA Cup 1927-1928.
A conquistare il titolo è stato l'Everton che ha vinto per 2-1 con una doppietta di Dixie Dean.

## Partecipanti
| Squadre   | Qualificazione                           | Partecipazioni precedenti (il grassetto indica la vittoria) |
| --------- | ---------------------------------------- | ----------------------------------------------------------- |
| Everton   | Vincitore della First Division 1927-1928 | Nessuna                                                     |
| Blackburn | Vincitore della FA Cup 1927-1928         | 1 (1912)                                                    |

## Tabellino
| Manchester 24 ottobre 1928                        | Everton   | 2 – 1 referto | Blackburn | Old Trafford (4.000 spett.) |
| \| \| \| \| \| Dean \| Marcatori \| Thornewell \| |           |               |           |                             |
|                                                   |           |               |           |                             |
| Dean                                              | Marcatori | Thornewell    |           |                             |

### Formazioni
| Everton:        |    |                  |
|                 |    |                  |
| P               | 1  | Arthur Davies    |
| D               | 2  | Warney Cresswell |
| D               | 3  | Jack O'Donnell   |
| C               | 4  | Tom Griffiths    |
| C               | 5  | Hunter Hart      |
| C               | 6  | Albert Virr      |
| A               | 7  | Henry Ritchie    |
| A               | 8  | Dick Forshaw     |
| A               | 9  | Dixie Dean       |
| A               | 10 | Anthony Weldon   |
| A               | 11 | Alec Troup       |
| Allenatore:     |    |                  |
| Thomas McIntosh |    |                  |

| Blackburn:   |    |                   |
|              |    |                   |
| P            | 1  | Jock Crawford     |
| D            | 2  | Robert Roxburgh   |
| D            | 3  | Herbert Jones     |
| C            | 4  | Harry Healless    |
| C            | 5  | T. Baxter         |
| C            | 6  | Peter O'Dowd      |
| A            | 7  | George Thornewell |
| A            | 8  | Syd Puddefoot     |
| A            | 9  | Jack Roscamp      |
| A            | 10 | Tommy McLean      |
| A            | 11 | Arthur Rigby      |
| Allenatore:  |    |                   |
| Bob Crompton |    |                   |